# Liste des localités du Luxembourg par code postal
Pour un article plus général, voir Code postal au Luxembourg.

Carte des codes postaux par bureau de distribution.

Cette page dresse une liste des localités du Luxembourg par code postal. Les localités ne possédant pas leur propre code postal ne figurent pas dans cette liste.

## 1000-1999

### 1100-1199
- Findel : 1110 ;
- Luxembourg : 1111-1136, 1138-1153, 1159-1161 ;
- Howald : 1137.

### 1200-1299
- Luxembourg : 1208, 1210-1215, 1217-1222, 1224-1227, 1229-1230, 1233-1238, 1240-1244, 1246-1258, 1260-1273, 1275-1283 ;
- Senningerberg : 1209, 1239, 1245, 1259 ;
- Howald : 1216, 1223, 1228, 1231-1232, 1274.

### 1300-1399
- Luxembourg : 1309-1352, 1354-1359, 1361-1362, 1364-1376 ;
- Findel : 1319 ;
- Howald : 1350, 1353, 1363 ;
- Senningerberg : 1360 ;
- Strassen : 1370.

### 1400-1499
- Luxembourg : 1409-1422, 1424-1434, 1449-1454, 1456-1466, 1468-1482, 1484, 1490 et 1499 ;
- Howald : 1423, 1455, 1467 ;
- Strassen : 1445 et 1483 ;
- Senningerberg : 1448.

### 1500-1599
- Howald : 1508 ;
- Luxembourg : 1509-1512, 1513-1522, 1524-1525, 1526-1553 ;
- Strassen : 1512 et 1525 ;
- Findel : 1523.

### 1600-1699
- Luxembourg : 1610-1613, 1615-1624, 1626-1637, 1639-1645, 1647-1656, 1660-1661 ;
- Itzig : 1614 ;
- Howald : 1625 ;
- Senningerberg : 1638, 1646, 1670.

### 1700-1799
- Senningerberg : 1709, 1736, 1748 ;
- Luxembourg : 1710-1735, 1737-1747, 1750, 1752-1753 ;
- Findel : 1748 et 1751 ;
- Howald : 1749.

### 1800-1899
- Luxembourg : 1811-1812, 1814-1815, 1817, 1820-1822, 1831-1841, 1845-1846, 1850-1866, 1868, 1870-1874, 1880-1882  ;
- Howald : 1813, 1818, 1842 et 1867 ;
- Itzig : 1816
- Findel : 1843 ;
- Kockelscheuer : 1896-1899.

### 1900-1999
- Luxembourg : 1910-1948, 1950-1955 ;
- Howald : 1949.

## 2000-2999

### 2100-2199
- Luxembourg : 2111, 2113-2125, 2127-2128, 2130-2135, 2137-2169 et 2171-2184 ;
- Howald : 2112, 2129 ;
- Senningerberg : 2170.

### 2200-2299
- Luxembourg : 2210-2215, 2220-2234, 2240-2243, 2261-2271, 2273 ;
- Findel : 2220 ;
- Howald : 2272.

### 2300-2399
- Luxembourg : 2308-2314, 2316, 2318, 2320-2324, 2326-2356, 2358-2360, 2380-2381 ;
- Senningerberg : 2315, 2357 ;
- Howald : 2317, 2319, 2370 ;
- Strassen : 2361.

### 2400-2499
- Strassen : 2409-2410 ;
- Luxembourg : 2410-2415 et 2417-2420 et 2422-2424, 2426-2433, 2435-2436, 2440-2442, 2444-2445 et 2447-2455 ;
- Howald : 2412, 2425, 2446 ;
- Senningerberg : 2434 et 2443.

### 2500-2599
- Strassen : 2510 ;
- Luxembourg : 2511-2512, 2514-2523, 2525-2528, 2530-2544, 2546-2568 ;
- Senningerberg : 2513 ;
- Howald : 2524, 2529 et 2545.

### 2600-2699
- Luxembourg : 2607-2617, 2619-2631, 2634-2637, 2651-2654, 2661-2674, 2680-2681 ;
- Howald : 2610-2611 ;
- Findel : 2632 ;
- Senningerberg : 2633.

### 2700-2799
- Luxembourg : 2711-2722, 2724-2726, 2728-2734, 2736-2741, 2761-2764 ;
- Staffelstein : 2712 ;
- Waldhof : 2712 ;
- Howald : 2723 et 2727.

## 3000-3999

### 3200-3299
- Bettembourg : 3209-3225, 3229-3243, 3249-3261, 3265-3267 et 3269-3288, 3290 ;
- Peppange : 3260.

### 3300-3399
- Abweiler : 3311 ;
- Bergem : 3313-3318 ;
- Berchem : 3320-3321, 3325 ;
- Bivange : 3320, 3322-3324 ;
- Crauthem : 3326-3330 ;
- Fennange : 3332, 3340 ;
- Hellange : 3333-3337 ;
- Huncherange : 3340-3341 ;
- Leudelange : 3345-3377 ;
- Livange : 3378, 3381 ;
- Noertzange : 3380, 3382-3386 ;
- Peppange : 3389-3391 ;
- Roedgen : 3392-3393 ;
- Roeser : 3394-3398.

### 3400-3499
- Dudelange : 3409-3436, 3439-3454, 3460-3476, 3480-3493.

### 3500-3599
- Dudelange : 3501-3517, 3520-3526, 3529-3532, 3539-3555, 3560-3576, 3582-3585, 3588-3598.

### 3600-3699
- Kayl : 3611-3617, 3620-3622, 3630-3631, 3635-3638, 3640-3644, 3650-3658, 3660-3682.

### 3700-3799
- Rumelange : 3710-3731, 3733-3744, 3750-3755 ;
- Tetange : 3761-3768 3770-3776, 3780-3782, 3784 et 3786-3790.

### 3800-3899
- Schifflange : 3810-3826, 3830-3844, 3850-3864, 3870-3884 ;
- Foetz : 3895-3899.

### 3900-3999
- Mondercange : 3909-3941, 3943-3945 ;
- Ehlange : 3960-3961 ;
- Wickrange : 3980 ;
- Pissange : 3985.

## 4000-4999

### 4000-4099
- Esch-sur-Alzette : 4010-4074, 4080-4086 et 4088.

### 4100-4199
- Esch-sur-Alzette : 4101-4116, 4118-4123, 4125-4126, 4130-4143, 4149, 4150-4156, 4164-4180 ;
- Schifflange : 4149.

### 4200-4299
- Esch-sur-Alzette : 4201-4211, 4213-4214, 4216-4217, 4220-4222, 4230-4256, 4260-4268, 4270-4272, 4275-4283, 4289.

### 4300-4399
- Esch-sur-Alzette : 4301-4310, 4314-4337, 4340-4355, 4360-4367, 4369-4370, 4374 ;
- Belvaux : 4367-4373 ;
- Sanem : 4374 ;
- Ehlerange : 4380-4385 ;
- Pontpierre : 4390-4398.

### 4400-4499
- Soleuvre : 4405, 4410-4411, 4413-4415, 4417-4418, 4420-4421, 4423, 4432-4435, 4437-4442, 4447-4449, 4459-4460, 4463-4467, 4469-4470, 4475, 4479-4480, 4482-4486, 4492-4494 ;
- Belvaux : 4406-4409, 4412, 4416, 4419, 4422, 4429-4431, 4436, 4443-4446, 4450-4451, 4460-4462, 4468, 4471-4478, 4480-4482, 4487-4491.
- Sanem : 4498 ;
- Limpach : 4499.

### 4500-4599
- Niederkorn : 4505-4506, 4509, 4512-4513, 4520, 4525-4526, 4533, 4551-4553, 4555, 4557, 4562-4563, 4565, 4570, 4572, 4576, 4578, 4598 ;
- Differdange : 4507-4508, 4511, 4514-4516, 4518-4519, 4521, 4524, 4528-4531, 4532, 4534-4537, 4540-4549, 4556, 4559-4560, 4564, 4573-4575, 4577, 4580-4583, 4591, 4593-4597, 4599 ;
- Oberkorn : 4510, 4517, 4522-4523, 4527, 4531, 4538-4540, 4550, 4554, 4558, 4561, 4569, 4571, 4579, 4590, 4592 ;
- Soleuvre : 4521 ;
- Rodange : 4559.

### 4600-4699
- Differdange : 4601, 4603-4605, 4607-4608, 4613, 4620-4621, 4623, 4625, 4627-4630, 4632-4636, 4638-4640, 4642, 4647-4648, 4651, 4653, 4657, 4660, 4662-4663, 4668-4671, 4677, 4682-4683, 4684, 4687, 4688-4693 ;
- Niederkorn : 4601-4602, 4609-4612, 4643-4646, 4650, 4656, 4659, 4661, 4664, 4666, 4676, 4678, 4680-4681, 4683, 4686 ;
- Oberkorn : 4606, 4622, 4624, 4626, 4631, 4640-4641, 4649, 4654, 4658, 4665, 4667, 4671-4672, 4679, 4685, 4687 ;
- Lasauvage : 4696-4698.

### 4700-4799
- Pétange : 4702, 4707-4722, 4730-4745, 4750-4763, 4770-4786 ;
- Lamadelaine : 4706, 4744 ;
- Linger : 4795-4798.

### 4800-4899
- Lamadelaine : 4802, 4870-4895 ;
- Pétange : 4802 ;
- Rodange : 4804-4815, 4818-4820, 4822-4826, 4829-4834, 4837-4840, 4842-4850, 4853.

### 4900-4999
- Bascharage : 4907-4909, 4911-4912, 4914, 4916-4920, 4922, 4925-4926, 4928, 4930, 4933, 4936, 4938-4942, 4944-4948, 4950-4952, 4954-4955, 4958-4959 ;
- Pétange : 4908 ;
- Hautcharage : 4910, 4913, 4915, 4921, 4923-4924, 4927, 4929, 4931-4932, 4934-4935, 4937, 4940, 4942-4943, 4945, 4947, 4949, 4953, 4956, 4969 ;
- Clemency : 4960-4967 ;
- Schouweiler : 4968, 4995-4999 ;
- Bettange-sur-Mess : 4970-4971, 4975-4977 ;
- Sprinkange : 4970, 4994, 4998-4999 ;
- Dippach : 4972-4974 ;
- Fingig : 4978-4979
- Reckange-sur-Mess : 4980-4982 ;
- Sanem : 4984-4993.

## 5000-5999

### 5200-5299
- Sandweiler : 5211-5222, 5230-5241, 5243-5244, 5250-5256, 5280, 5290 ;
- Itzig : 5280 ;
- Neuhäusgen : 5290-5291 ;
- Schrassig : 5299.

### 5300-5399
- Contern : 5310, 5312-5318, 5320, 5322, 5324, 5326, 5328 ;
- Oetrange : 5324, 5331, 5351-5353, 5355 ;
- Medingen : 5328 ;
- Moutfort : 5330-5337, 5339-5341 ;
- Schuttrange : 5342, 5359, 5367-5373, 5375 ;
- Canach : 5353 ;
- Schrassig : 5360-5364 ;
- Munsbach : 5365-5366, 5372, 5374 ;
- Uebersyren : 5376-5378, 5380.

### 5400-5499
- Ahn : 5401 ;
- Assel : 5402 ;
- Bech-Kleinmacher : 5403-5405, 5422 ;
- Bous : 5407-5408 ;
- Beyren : 5410 ;
- Canach : 5411-5415 ;
- Greiveldange : 5412, 5426-5427 ;
- Ehnen : 5416-5419, 5488-5489 ;
- Erpeldange : 5421-5422 ;
- Ersange : 5423 ;
- Gostingen : 5424-5425 ;
- Hettermillen : 5429 ;
- Stadtbredimus : 5429, 5450-5451 ;
- Lenningen : 5430-5431 ;
- Kapenacker : 5432 ;
- Niederdonven : 5433-5434 ;
- Oberdonven : 5435 ;
- Remerschen : 5439-5441, 5445 ;
- Roedt : 5442, 5460 ;
- Rolling : 5443 ;
- Schengen : 5444-5446 ;
- Schwebsange : 5447 ;
- Trintange : 5460 ;
- Waldbredimus : 5465-5466 ;
- Wellenstein : 5470-5471 ;
- Wormeldange : 5480-5483, 5488-5489 ;
- Wormeldange-Haut : 5485 ;
- Wintrange : 5495 ;
- Dreiborn : 5499.

### 5500-5599
- Remich : 5511-5523, 5530-5540, 5544 et 5548-5560, 5570-5577.

### 5600-5699
- Mondorf-les-Bains : 5610-5620, 5626-5640, 5650-5659, 5695 ;
- Altwies : 5670-5671 ;
- Burmerange : 5675 ;
- Dalheim : 5680-5687 ;
- Elvange : 5690-5693 ;
- Emerange : 5695 ;
- Welfrange : 5698.

### 5700-5799
- Aspelt : 5710-5714, 5716-5723, 5730 ;
- Filsdorf : 5740-5741 ;
- Frisange : 5750-5756 ;
- Hassel : 5760-5762 ;
- Weiler-la-Tour : 5770-5776.

### 5800-5899
- Fentange : 5808, 5811, 5813-5814, 5817, 5820, 5823, 5825-5826, 5828, 5832, 5837-5839, 5842-5843, 5846, 5853, 5861-5862, 5864, 5867, 5889, 5991 ;
- Hesperange : 5809-5810, 5812, 5816, 5822, 5826-5827, 5831, 5834, 5840-5842, 5852, 5855-5856, 5859-5860, 5862-5863, 5866, 5874, 5876, 5878, 5880, 5884-5887, 5890, 5893 ;
- Alzingen : 5815, 5818-5819, 5824, 5829-5830, 5833, 5835-5836, 5844-5845, 5854, 5863, 5865, 5868-5873, 5875, 5886-5888, 5890, 5892 ;
- Howald : 5821, 5850, 5884-5885 ;
- Dalheim : 5898 ;
- Syren : 5898-5899.

### 5900-5999
- Hesperange : 5940-5941 ;
- Itzig : 5942-5943, 5950-5964, 5969-5978.

## 6000-6999

### 6100-6199
- Junglinster : 6111-6125, 6129-6149, 6169 ;
- Altlinster : 6150 ;
- Koedange : 6155 ;
- Lintgen : 6155 ;
- Stuppicht : 6155 ;
- Weyer : 6155 ;
- Bourglinster : 6160-6163 ;
- Ernster : 6165-6166 ;
- Eschweiler : 6169 ;
- Godbrange : 6170-6171 ;
- Schiltzberg : 6175 ;
- Gonderange : 6180-6190 ;
- Imbringen : 6195 ;
- Eisenborn : 6196-6197.

### 6200-6299
- Consdorf : 6210-6215 ;
- Kalkesbach : 6215 ;
- Altrier : 6225 ;
- Hersberg : 6225 ;
- Kobenbour : 6225
- Bech : 6230-6231 ;
- Lilien : 6231 ;
- Beidweiler : 6235, 6238 ;
- Colbette : 6239 ;
- Marscherwald : 6239
- Graulinster : 6240 ;
- Hemstal : 6243 ;
- Mullerthal : 6245 ;
- Rippig : 6246
- Consdorf : 6250 ;
- Scheidgen : 6250-6251 ;
- Wolper : 6252 ;
- Zittig : 6255

### 6300-6399
- Beaufort : 6310-6316 ;
- Reisdorf : 6311 ;
- Bigelbach : 6340 ;
- Dillingen : 6350 ;
- Grundhof : 6360 ;
- Haller : 6370 ;
- Ermsdorf : 6380 ;
- Medernach : 6380 ;
- Savelborn : 6380.

### 6400-6499
- Echternach : 6408-6423, 6430-6443, 6445-6455, 6460-6488, 6490-6497, 6499.

### 6500-6599
- Berdorf : 6550-6553, 6562 ;
- Bollendorf-Pont : 6555 ;
- Dickweiler : 6557 ;
- Girsterklaus : 6558 ;
- Rosport : 6558, 6579-6583 ;
- Girst : 6559
- Hinkel : 6560 ;
- Echternach : 6562, 6572 ;
- Lauterborn : 6562
- Osweiler : 6570-6571 ;
- Osweiler : 6572
- Steinheim : 6585-6587 ;
- Weilerbach : 6590.

### 6600-6699
- Wasserbillig : 6610-6623, 6630-6638, 6645-6651, 6655, 6695 ;
- Born : 6660-6661 ;
- Boursdorf : 6663 ;
- Herborn : 6665 ;
- Givenich : 6666 ;
- Mertert : 6669-6678, 6680-6689, 6693 ;
- Moersdorf : 6690-6692 ;
- Mompach : 6695.

### 6700-6799
- Grevenmacher : 6711-6726, 6730-6745, 6750-6765, 6770-6786, 6790-6796.

### 6800-6899
- Berbourg : 6830-6831 ;
- Betzdorf : 6832 ;
- Biwer : 6833-6834 ;
- Boudler : 6835 ;
- Boudlerbach : 6835 ;
- Breinert : 6836 ;
- Brouch : 6837 ;
- Hagelsdorf : 6838 ;
- Lellig : 6839 ;
- Machtum : 6840-6842
- Manternach : 6850-6851 ;
- Wecker : 6852, 6868-6871 ;
- Münschecker : 6858 ;
- Weydig : 6880.

### 6900-6999
- Roodt-sur-Syre : 6910-6917, 6919 ; 6921
- Mensdorf : 6918, 6930-6931 et 6933-6934 ;
- Berg : 6222-6223 ;
- Flaxweiler : 6925-6926 ;
- Niederanven : 6939-6948 ;
- Olingen : 6950-6951 ;
- Rodenbourg : 6955-6956 ;
- Senningen : 6960-6962 ;
- Oberanven : 6969-6970, 6976-6977, 6982, 6986, 6992, 6996-6997, 6999 ;
- Hostert : 6970-6971, 6978, 6985, 6988-6990, 6996, 6998 ;
- Rameldange : 6972-6975, 6979-6981, 6987, 6990-6991, 6995-6996.

## 7000-7999

### 7200-7299
- Walferdange : 7209, 7220, 7222, 7224, 7226, 7238, 7253, 7256, 7269, 7274
- Helmsange : 7210-7211, 7218-7220, 7226n 7228-7231, 7234, 7237, 7242, 7246-7247, 7250-7251, 7255, 7257-7258, 7261-7264, 7270 ;
- Bereldange : 7212-7217, 7221, 7223, 7225, 7227, 7232-7233, 7235-7236, 7239-7241, 7243-7245, 7248-7249, 7252, 7254, 7259-7260, 7265, 7268.

### 7300-7399
- Mullendorf : 7302, 7305-7306, 7312, 7317, 7321, 7324, 7326, 7332, 7346 ;
- Steinsel : 7302-7303, 7305, 7307, 7309, 7315-7316, 7319-7320, 7322-7323, 7327, 7331, 7333, 7336, 7339, 7343-7344, 7347 ;
- Heisdorf : 7304, 7308, 7310-7311, 7313-7314, 7318, 7325, 7328-7331, 7334-7335, 7337-7338, 7340-7342, 7345, 7348-7349 ;
- Lorentzweiler : 7350, 7353, 7356, 7358-7359, 7361, 7363, 7370, 7372-7373, 7375, 7377, 7379-7380, 7383-7384 ;
- Helmdange : 7351-7352, 7354-7356, 7357, 7360, 7371, 7373, 7374, 7382 ;
- Bofferdange : 7362, 7364, 7374, 7376, 7378, 7381 ;
- Blaschette : 7390-7391 ;
- Asselscheuer : 7392 ;
- Blaschette : 7392 ;
- Klingelscheuer : 7392 ;
- Hunsdorf : 7395-7397.

### 7400-7499
- Beringen : 7409, 7464 ;
- Angelsberg : 7410 ;
- Mersch : 7410, 7473 ;
- Ansembourg : 7411 ;
- Marienthal : 7411 ;
- Bour : 7412 ;
- Brouch : 7415, 7416-7417 ;
- Reckange : 7415, 7425 ;
- Buschdorf : 7418 ;
- Cruchten : 7420-7421 ;
- Dondelange : 7423 ;
- Essingen : 7424 ;
- Bill (Helperknapp) : 7425 ;
- Finsterthal : 7425 ;
- Openthalt : 7425 ;
- Fischbach : 7430 ;
- Niederglabach : 7431 ;
- Oberglabach : 7431 ;
- Gosseldange : 7432 ;
- Grevenknapp : 7433 ;
- Hollenfels : 7435 ;
- Lintgen : 7440-7458 ;
- Prettingen : 7460 ;
- Meysembourg : 7461 ;
- Moesdorf : 7462-7464 ;
- Pettingen : 7463 ;
- Nommern : 7465
- Saeul : 7470-7471 ;
- Mersch : 7473 ;
- Schoenfels : 7473 ;
- Schoos : 7475
- Tuntange : 7480-7482.

### 7500-7599
- Rollingen : 7511, 7516, 7518, 7532, 7537, 7539-7540, 7543, 7546-7547, 7558, 7567 ;
- Mersch : 7512-7515, 7517, 7519-7525, 7526, 7531, 7533-7536, 7538, 7541-7545, 7553-7557, 7559-7566, 7568-7572, 7590, 7599 ;
- Reckange : 7525, 7595-7598 ;
- Beringen : 7590-7594 ;
- Kuelbecherhaff : 7597.

### 7600-7699
- Larochette : 7610-7616, 7618-7627, 7633-7634
- Medernach : 7622, 7633-7634 ;
- Meysembourg : 7633 ;
- Heffingen : 7634, 7650-7653, 7673 ;
- Waldbillig : 7634 ;
- Ernzen : 7635-7636 ;
- Blumenthal : 7639 ;
- Reuland : 7639 ;
- Christnach : 7640-7641 ;
- Freckeisen : 7649 ;
- Medernach : 7660-7664
- Reuland : 7670 ;
- Waldbillig : 7680-7681.

### 7700-7799
- Colmar-Berg : 7710-7712, 7714-7716,  7720-7722, 7724, 7726-7727, 7730-7735 et 7737-7741 ;
- Welsdorf : 7713, 7723 ;
- Bertrange : 9758 ;
- Grentzingen : 9758 ;
- Essingen : 7759 ;
- Roost : 7759
- Bissen : 7760-7774, 7777-7795.

## 8000-8999

### 8000-8099
- Strassen : 8008-8049, 8056, 8069, 8073, 8097-8099 ;
- Bertrange : 8011, 8041, 8051-8069, 8070-8072, 8074-8099.

### 8100-8199
- Strassen : 8110-8112, 8115, 8130 ;
- Bridel : 8116, 8118-8121, 8123-8129, 8131-8135, 8137-8143, 8145-8147, 8149-8154, 8156-8161, 8165-8167 ;
- Bertrange : 8117 ;
- Kopstal : 8179-8191 ;
- Keispelt : 8181.

### 8200-8299
- Mamer : 8209-8255 et 8258-8273 ;
- Strassen : 8251 ;
- Bertrange : 8268 ;
- Kehlen : 8274, 8280-8290, 8295 ;
- Holzem : 8277-8279 ;
- Meispelt : 8291-8292 ;
- Claushof : 8293 ;
- Keispelt : 8293-8295.

### 8300-8399
- Capellen : 8308-8311, 8313-8314, 8317-8318, 8320, 8323, 8325-8326, 8328-8331, 8334-8337, 8345, 8348, 8383 ;
- Holzem : 8309 ;
- Olm : 8312, 8315-8317, 8319, 8321-8324, 8327, 8332-8333, 8338-8344, 8393-8394 ;
- Grass : 8346, 8362, 8389 ;
- Hagen : 8347, 8364-8368 ;
- Garnich : 8350, 8353-8356 ;
- Dahlem : 8351-8352 ;
- Goeblange : 8357-8359 ;
- Goetzingen : 8360-8361 ;
- Greisch : 8363 ;
- Leesbach : 8363 ;
- Simmerfarm : 8363 ;
- Simmerschmelz : 8363 ;
- Hivange : 8369 ;
- Hobscheid : 8370-8375 ;
- Kahler : 8376 ;
- Kleinbettingen : 8378-8381
- Koerich : 8383, 8384-8338 ;
- Septfontaines : 8383, 8395-8396 ;
- Nospelt : 8390-8392 ;
- Roodt : 8398 ;
- Windhof : 8399

### 8400-8499
- Steinfort : 8410-8416, 8420-8424, 8435-8438, 8440-8445, 8447-8453 ;
- Eischen : 8460-8480 ;
- Gaichel : 8469.

### 8500-8599
- Redange-sur-Attert : 8506-8511 ;
- Beckerich : 8521-8523 ;
- Calmus : 8525 ;
- Colpach-Bas : 8526-8527 ;
- Colpach-Haut : 8528 ;
- Ehner : 8529 ;
- Ell : 8530-8531 ;
- Elvange : 8533 ;
- Folschette : 8537 ;
- Hostert : 8537, 8546 ;
- Hovelange : 8538 ;
- Huttange : 8539 ;
- Eltz : 8540 ;
- Ospern : 8540 ;
- Kapweiler : 8541 ;
- Lannen : 8542 ;
- Levelange : 8543 ;
- Nagem : 8544 ;
- Niederpallen : 8545 ;
- Noerdange : 8550-8551 ;
- Oberpallen : 8552 ;
- Petit-Nobressart : 8557 ;
- Everlange : 8558 ;
- Platen : 8558 ;
- Reichlange : 8558 ;
- Roodt : 8560 ;
- Schwebach : 8561 ;
- Schweich : 8562.

### 8600-8699
- Bettborn : 8606 et 8609 ;
- Buschrodt : 8610 ; Platen : 8611, 8615 ;
- Pratz : 8612-8613 ;
- Reimberg : 8614 ;
- Schandel : 8620.

### 8700-8799
- Useldange : 8705-8708 ;
- Boevange-sur-Attert : 8710-8711 ;
- Everlange : 8715 ;
- Rippweiler : 8720.

### 8800-8899
- Hostert : 8805 ;
- Rambrouch : 8805-8806, 8818 ;
- Arsdorf : 8808-8809, 8821 ;
- Bilsdorf : 8811 ;
- Bigonville : 8812-8814 ;
- Bigonville-Poteau : 8812 ;
- Flatzbour : 8812 ;
- Brattert : 8816 ;
- Eschette : 8817 ;
- Grevels : 8818 ;
- Wahl : 8818, 8838 ;
- Heispelt : 8819
- Holtz : 8820 ;
- Koetschette : 8821 ;
- Riesenhof : 8821 ;
- Kuborn : 8822 ;
- Haut-Martelange : 8823 ;
- Perlé : 8824-8826 ;
- Rindschleiden : 8831 ;
- Rombach-Martelange : 8832 ;
- Wolwelange : 8833 ;
- Folschette : 8834-8835.

## 9000-9999

### 9000-9099
- Ettelbruck : 9010-9017, 9020-9027, 9040-9048, 9050-9057, 9060-9072, 9079-9089, 9091-9093, 9094, 9098 ;
- Warken : 9018-9019, 9028-9033, 9090 ;
- Niederfeulen : 9045 ;
- Ingeldorf : 9099.

### 9100-9199
- Schieren : 9115-9137, 9184 ;
- Bourscheid : 9140, 9172 ;
- Burden : 9142, 9172 ;
- Dellen : 9144 ;
- Hierheck : 9144 ;
- Lehrhof : 9144 ;
- Erpeldange-sur-Sûre : 9145-9147, 9172 ;
- Eschdorf : 9150-9151 ;
- Dirbach : 9153 ;
- Goebelsmuhle : 9153 ;
- Grosbous : 9154-9155 ;
- Heiderscheid : 9156-9158 ;
- Niederfeulen : 9156, 9175-9177 ;
- Ingeldorf : 9160-9161 ;
- Kehmen : 9163 ;
- Bourscheid-Plage : 9164 ;
- Lipperscheid : 9164 ;
- Merscheid : 9165 ;
- Mertzig : 9166-9170
- Michelau : 9171-9172 ;
- Michelbouch : 9173 ;
- Vichten : 9173, 9188-9190 ;
- Oberfeulen : 9179-9180 ;
- Ringel : 9181 ;
- Tadler : 9181 ;
- Scheidel : 9182 ;
- Unterschlinder : 9183 ;
- Friedbusch : 9183 ;
- Schlindermanderscheid : 9183 ;
- Schrondweiler : 9184 ;
- Stegen : 9186 ;
- Welscheid : 9191.

### 9200-9299
- Diekirch : 9205-9218, 9220-9221, 9224-9245, 9249-9268, 9273, 9275-9294 ;
- Gilsdorf : 9221.

### 9300-9399
- Diekirch : 9330, 9359, 9370, 9378 ;
- Flebour : 9340, 9378 ;
- Bastendorf : 9350-9351 ;
- Bettendorf : 9352-9357 ;
- Selz : 9359 ;
- Brandenbourg : 9360-9361, 9378 ;
- Ermsdorf : 9364, 9366 ;
- Keiwelbach : 9364 ;
- Eppeldorf : 9365 ;
- Folkendange : 9368 ;
- Gilsdorf : 9369-9374 ;
- Broderbour : 9373 ;
- Gralingen : 9375 ;
- Hoscheid : 9376-9378 ;
- Këppenhaff : 9378 ;
- Lipperscheid : 9378 ;
- Michelau : 9378 ;
- Merscheid : 9380 ;
- Moestroff : 9381-9382 ;
- Reisdorf : 9390-9391 ;
- Wallendorf-Pont : 9392 ;
- Tandel : 9395.

### 9400-9499
- Vianden : 9405-9412, 9414-9426, 9440 ;
- Bettel : 9451-9452 ;
- Bivels : 9453 ;
- Fouhren : 9454-9455 ;
- Hoesdorf : 9456 ;
- Landscheid : 9457-9458 ;
- Brandenbourg : 9458 ;
- Hoscheidterhof : 9458 ;
- Longsdorf : 9459 ;
- Nachtmanderscheid : 9461 ;
- Putscheid : 9461-9462 ;
- Stolzembourg : 9463-9464 ;
- Walsdorf : 9465 ;
- Weiler : 9466.

### 9500-9599
- Wiltz : 9510-9516, 9519-9523, 9530-9534, 9536-9545, 9550-9552, 9554-9560, 9565, 9570-9571, 9573-9575, 9578 ;
- Weidingen : 9517-9518, 9535, 9553, 9572, 9576, 9579.

### 9600-9699
- Allerborn : 9631 ;
- Alscheid : 9632 ;
- Baschleiden : 9633 ;
- Boulaide : 9633, 9639-9640 ;
- Bavigne : 9635 ;
- Berlé : 9636 ;
- Bockholtz : 9637 ;
- Pommerloch : 9638 ;
- Brachtenbach : 9641 ;
- Buderscheid : 9643 ;
- Dahl : 9644 ;
- Derenbach : 9645 ;
- Doncols : 9647 ;
- Sonlez : 9647 ;
- Erpeldange : 9648 ;
- Esch-sur-Sûre : 9650 ;
- Eschweiler : 9651 ;
- Goesdorf : 9653 ;
- Grummelscheid : 9654 ;
- Schleif : 9654 ;
- Harlange : 9655-9657 ;
- Heiderscheidergrund : 9659
- Bonnal : 9660 ;
- Insenborn : 9660 ;
- Kaundorf : 9662 ;
- Kautenbach : 9663 ;
- Liefrange : 9665 ;
- Lultzhausen : 9666 ;
- Masseler : 9668 ;
- Mecher : 9669 ;
- Merkholtz : 9670 ;
- Neunhausen : 9671 ;
- Niederwampach : 9672 ;
- Oberwampach : 9673 ;
- Nocher : 9674 ;
- Noertrange : 9676 ;
- Nothum : 9678 ;
- Roullingen : 9681 ;
- Selscheid : 9682 ;
- Schimpach : 9684 ;
- Surré : 9687 ;
- Tarchamps : 9689
- Watrange : 9690 ;
- Wiltz : 9696 ;
- Winseler : 9696.

### 9700-9799
- Clervaux : 9706-9715, 9737, 9765 ;
- Eselborn : 9738, 9748, 9779 ;
- Boevange : 9740 ;
- Boxhorn : 9741-9742 ;
- Crendal : 9743 ;
- Deiffelt : 9744 ;
- Doennange : 9745 ;
- Drauffelt : 9746 ;
- Enscherange : 9747 ;
- Fischbach : 9749 ;
- Grindhausen : 9751 ;
- Hamiville : 9752 ;
- Heinerscheid : 9753 ;
- Hinterhassel : 9754 ;
- Hupperdange : 9755 ;
- Kaesfurt : 9756 ;
- Kalborn : 9757 ;
- Tintesmühle : 9758 ;
- Kirelshof : 9759 ;
- Knaphoscheid : 9759
- Lellingen : 9760 ;
- Lentzweiler : 9761 ;
- Lullange : 9762 ;
- Marnach : 9763-9764 ;
- Kaaspelterhof : 9765 ;
- Mecher : 9765 ;
- Weicherdange : 9765 ;
- Wirtgensmuehle : 9765 ;
- Munshausen : 9766 ;
- Pintsch : 9767 ;
- Reuler : 9768 ;
- Roder : 9769
- Rumlange : 9770 ;
- Stockem : 9771 ;
- Troine : 9772 ;
- Troine-Route : 9773 ;
- Urspelt : 9774 ;
- Weicherdange : 9775 ;
- Wilwerwiltz : 9776 ;
- Lentzweiler : 9779 ;
- Lullange : 9780 ;
- Wincrange : 9780.

### 9800-9899
- Hosingen : 9805-9809, 9836 ;
- Bockholtz : 9830 ;
- Consthum : 9831 ;
- Dorscheid : 9833 ;
- Holzthum : 9834 ;
- Hoscheid-Dickt : 9835 ;
- Wahlhausen : 9836, 9841 ;
- Neidhausen : 9837 ;
- Eisenbach : 9838 ;
- Rodershausen : 9839 ;
- Siebenaler : 9840.

### 9900-9999
- Cinqfontaines : 9902 ;
- Troisvierges : 9903, 9905-9913, 9999 ;
- Asselborn : 9940 ;
- Basbellain : 9942 ;
- Hautbellain : 9943 ;
- Beiler : 9944 ;
- Binsfeld : 9946 ;
- Biwisch : 9948 ;
- Breidfeld : 9950 ;
- Drinklange : 9952 ;
- Goedange : 9954 ;
- Hachiville : 9956
- Hoffelt : 9960 ;
- Holler : 9962 ;
- Huldange : 9964 ;
- Kaesfurt : 9966 ;
- Fossenhof : 9968 ;
- Hollermühle : 9968 ;
- Kleemühle : 9968 ;
- Lausdorn : 9968 ;
- Rossmühle : 9968 ;
- Leithum : 9970 ;
- Lieler : 9972 ;
- Maulusmühle : 9974 ;
- Sassel : 9976 ;
- Wilwerdange : 9980 ;
- Weiler : 9982 ;
- Weiswampach : 9990-9993 ;
- Wemperhardt : 9999.